# Jaguar E-Pace
Jaguar E-Pace (X540) — компактный кроссовер британского производителя Jaguar. Это второй SUV марки Jaguar (после F-Pace) с поперечным расположением двигателя.

## Описание
Автомобиль Jaguar E-Pace впервые был представлен 13 июля 2017 года в Лондоне. Продажи автомобиля начались в 2018 году.
Автомобиль выпускается в Граце (Австрия) компанией Magna Steyr и в Чанше (Китай) компанией Chery. Дизайн разработан Яном Каллумом «с оглядкой» на Range Rover Evoque и Land Rover Discovery Sport.
В октябре 2020 года автомобиль был модернизирован. Также был представлен гибридный автомобиль.

## Двигатели

### Бензиновые
- 1.5 л Ingenium AJ150 I4 160 л. с. (260 Н⋅м) — P160
- 2.0 л Ingenium AJ200 I4 200 л. с. (340 Н⋅м) — P200 AWD
- 2.0 л Ingenium AJ200 I4 249 л. с. (365 Н⋅м) — P250 AWD
- 2.0 л Ingenium AJ200 I4 300 л. с. (400 Н⋅м) — P300 AWD

### Дизельные
- 2.0 л Ingenium AJ200D I4 150 л. с. (380 Н⋅м) — D150; D150 AWD; D165; D165 AWD
- 2.0 л Ingenium AJ200D I4 180 л. с. (430 Н⋅м) — D180 AWD; D200 AWD
- 2.0 л Ingenium AJ200D I4 240 л. с. (500 Н⋅м) — D240 AWD

### Гибридные
- 1.5 л Ingenium AJ150 I4 + электродвигатель 308 л. с. (540 Н⋅м) — P300e AWD

## Галерея

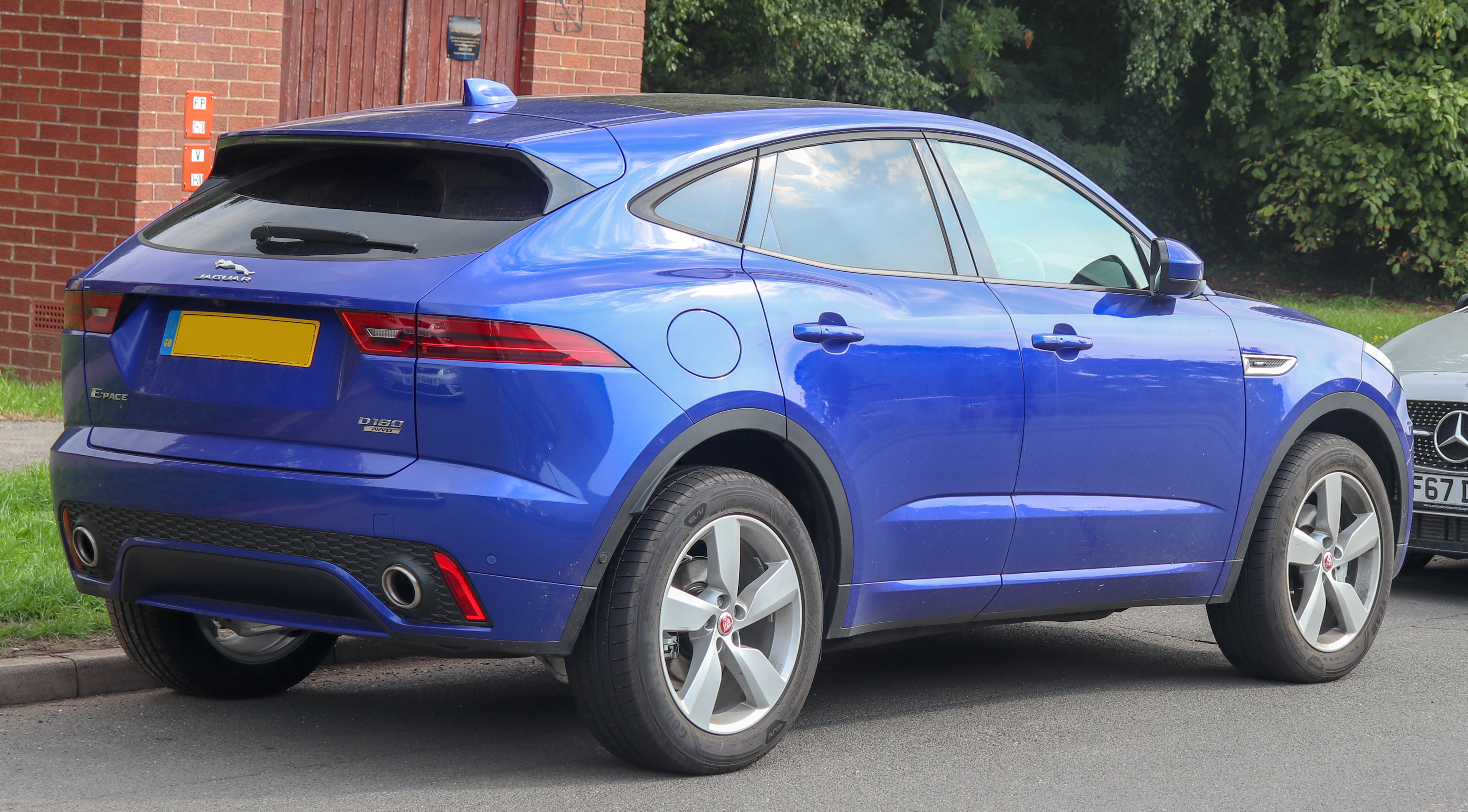
Jaguar E-Pace R-Dynamic
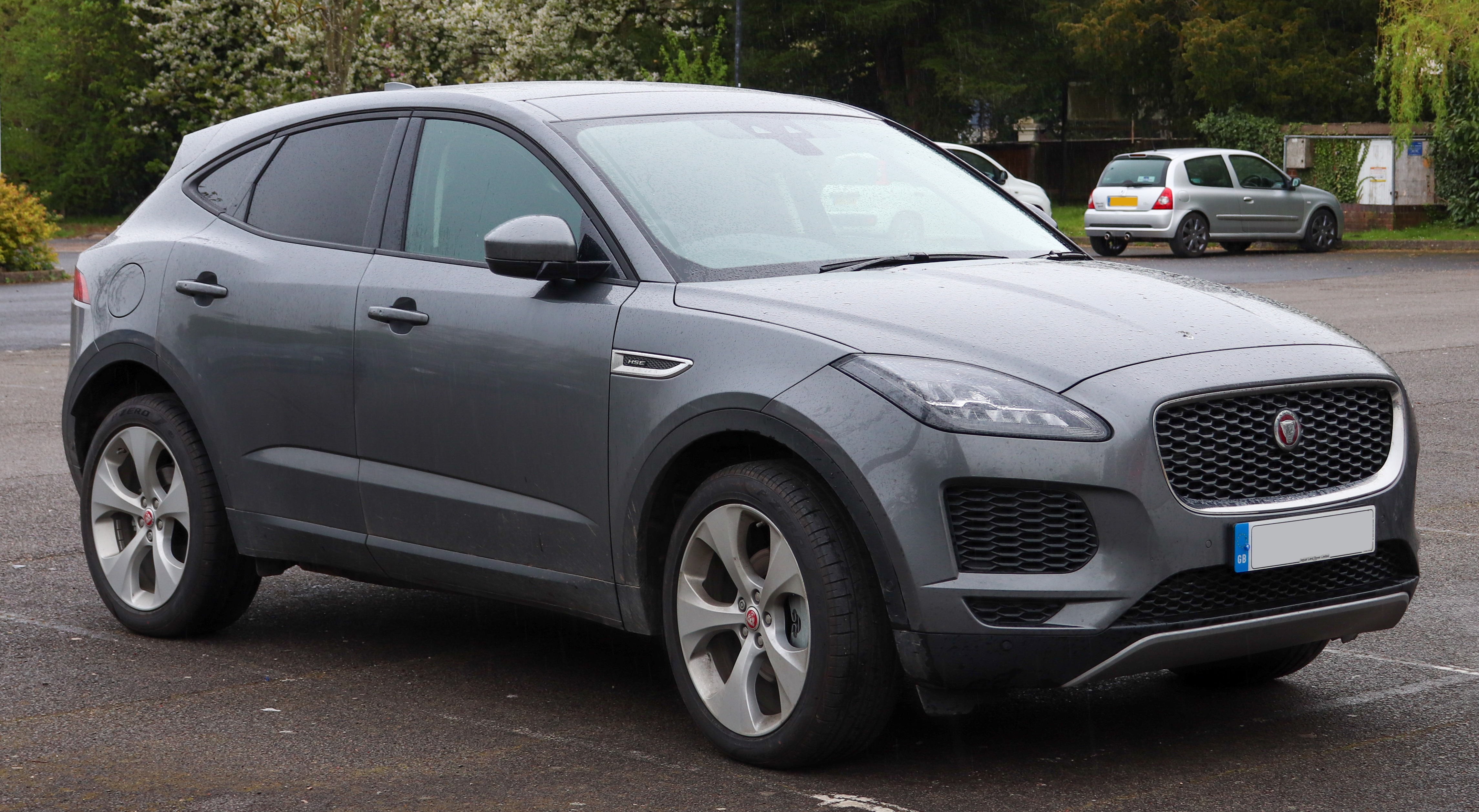
Jaguar E-Pace HSE
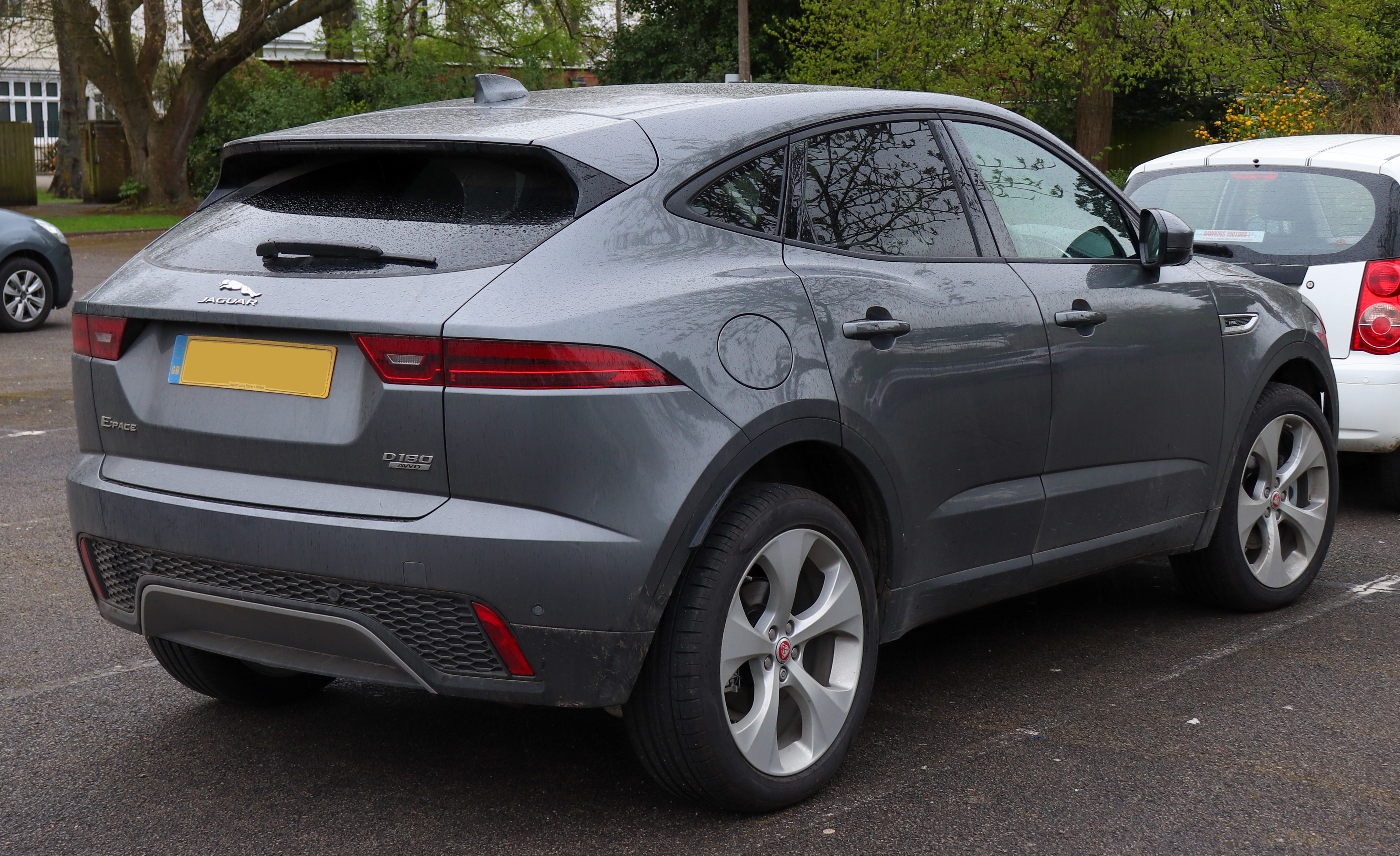
Jaguar E-Pace HSE
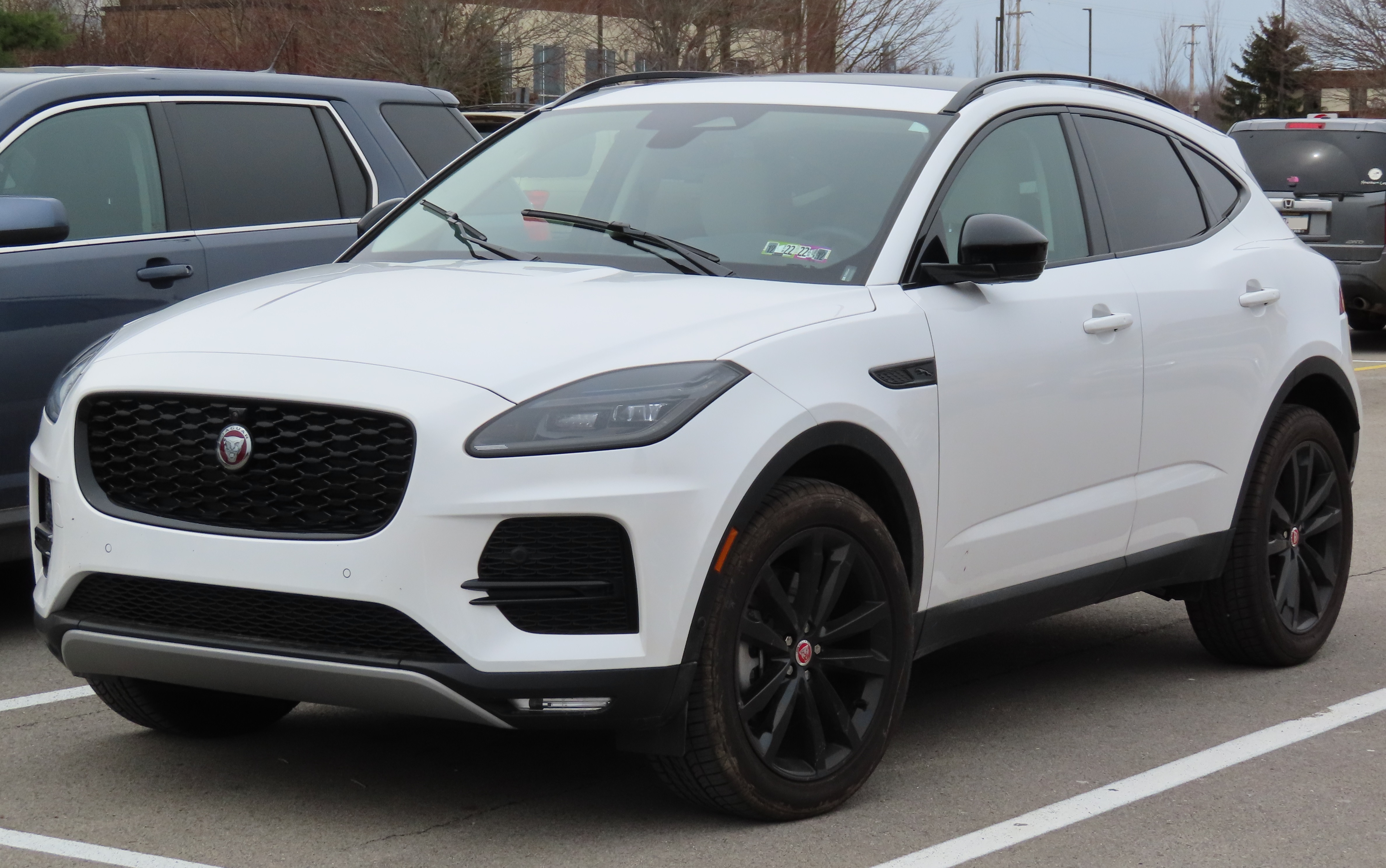
Jaguar E-Pace P250 SE
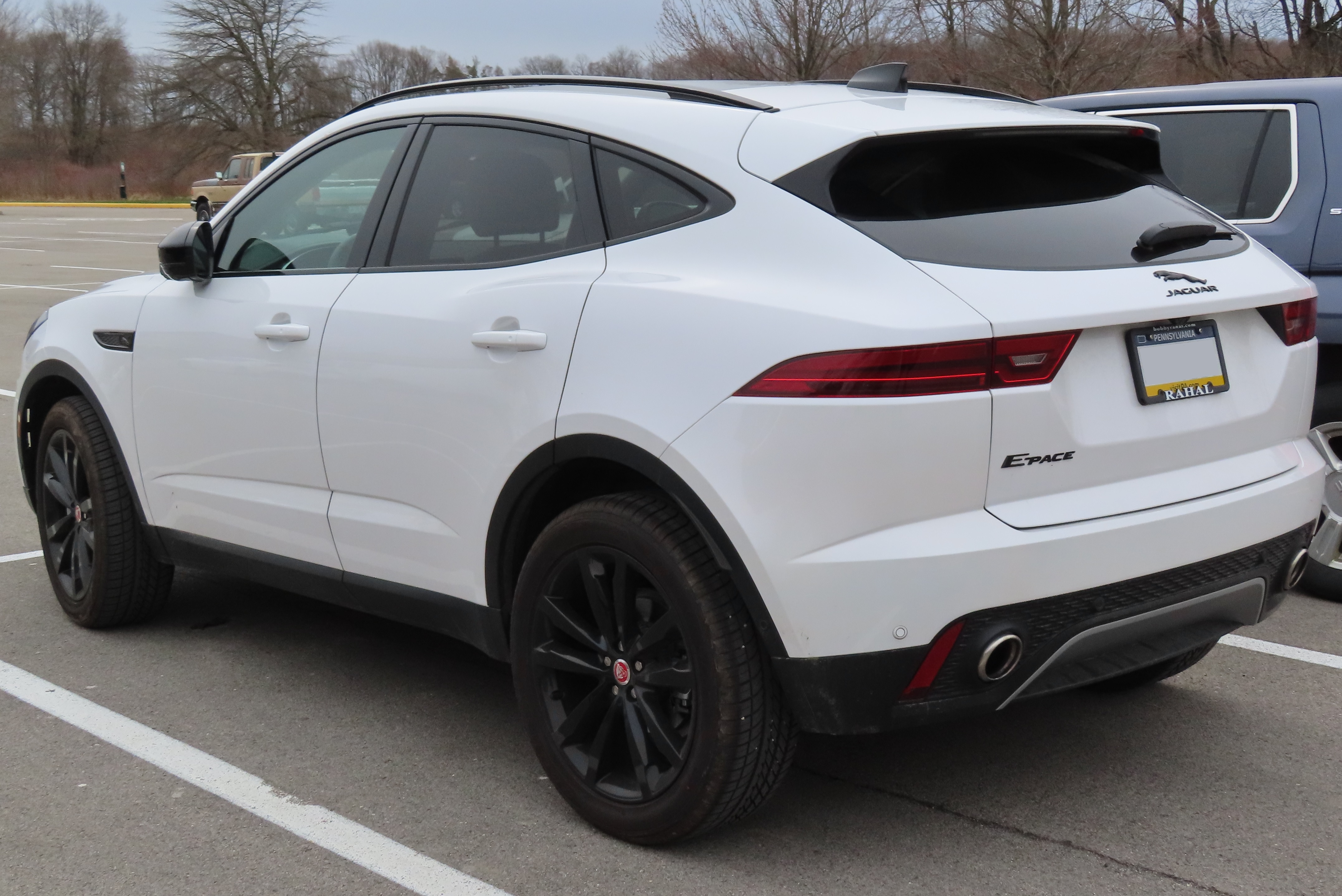
Jaguar E-Pace P250 SE
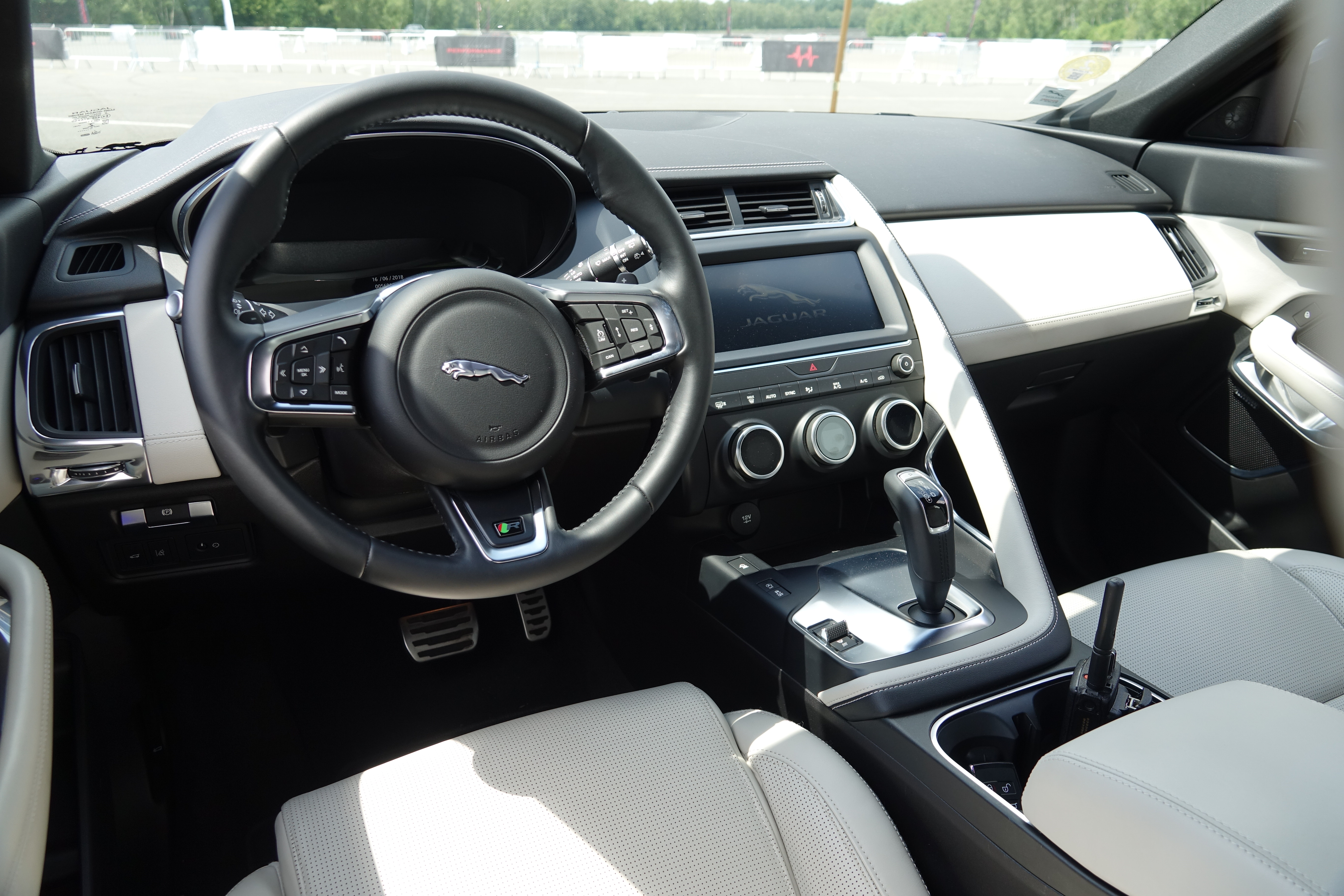
Интерьер